# Куттельвашер, Карел Мирослав
Карел Мирослав Куттельвашер (чеш. Karel Miroslav Kuttelwascher; прозвище — Кут (англ. Kut)) — чехословацкий лётчик-ас и самый результативный чешский пилот в составе ВВС Великобритании во время Второй мировой войны. Считается одним из лучших пилотов ночной истребительной авиации на берегах Британии.
Среди сбитых им вражеских самолётов — три Heinkel He 111, уничтоженных за временной отрезок в четыре минуты, в ночь с 4 на 5 мая 1942 года — достижение, не знающее себе равных для Хоукер Харрикейн MkII (одноместных истребителей, летавших без применения радара).

## Биография
Карел Мирослав Куттельвашер родился 23 сентября 1916 года в деревне Святой Крест (чеш. Svatý Kříž), недалеко от Гавличкув-Брода в Краю Высочина. После окончания школы Карел записался в военную академию, где в 1934 и получил квалификацию лётчика-истребителя. Карел Куттельвашер был направлен в 32-ю эскадрилью, базировавшуюся в Градец-Кралове.
С началом Немецкой оккупации Чехословакии в 1938 году Карели, как и многие лётчики Чехословацких ВВС, бежал во Францию, где в составе ВВС Франции, принимал участие во Французской кампании и одержал первые победы над врагом (две совместных). После поражения Франции, Куттельвашер бежал в Великобританию.

### Великобритания
Вступив в Королевские военно-воздушные силы Великобритании, Карел попал в 1-ю эскадрилью RAF (англ. No. 1 Squadron RAF). Летая на четырёхпушечном Хоукер Харрикейн MkII, Куттельвашер одержал свою первую победу в ночном бою с 1 на 2 апреля 1942 года. Используя тактику кружения над вражескими аэродромами и ожидая возвращения или взлёта самолётов противника, Карел уже к осени имел на своём счету 20 побед (18 уничтоженных лично, 2 совместно (еще во Франции), 2 неподтверждённых и 5 выведенных из строя). Осенью 1942 года Куттелвашера, как воздушного аса, перевели в штаб чехословацкой авиации в Лондоне, где он прослужил до конца войны, обучая и набирая новых пилотов, испытывая новые машины.

### Послевоенное время
После окончания войны Карел Куттелвашер вернулся в Чехословакию, а затем и перевёз туда свою семью. Однако жена с тремя меленькими детьми практически сразу покинула страну и вернулась в Великобританию. Спустя несколько дней Карел последовал за ними, и до 1956 года работал гражданским лётчиком.
Карел Куттельвашер умер в результате сердечного приступа 17 августа 1959 года в Корнуолле.

## Награды
- Чехословакия:
  -  Кавалер Чехословацкого Военного креста 1939—1945 годов (пять раз);
  -  Медаль «За храбрость перед врагом» (четырёхкратно);
  -  Медаль «За военные заслуги I степени»;
  -  Медаль За участие в военных действиях заграницей со знаками «F» и «VB» (Франция и Великобритания);
- Великобритания:
  -  Кавалер креста «За выдающиеся лётные заслуги» (с планкой, так как дважды);
  -  Кавалер «Звезды 1939—1945» со знаком участника Битвы за Британию;
  -  Военная медаль 1939—1945;
  -  Медаль За оборону Великобритании;
- Франция:
  -  Кавалер Военного креста;
- Чехия:
  -  Медаль «За героизм», награждён в 1998 году посмертно[6].